# Site fossilifère de Qingjiang
Le site fossilifère de Qingjiang est un lagerstätte du Cambrien, situé en Chine dans la province de Hubei. Ce site, découvert en 2007, a livré une faune fossile exceptionnelle datée de 518 millions d’années, préservée de la même manière que celle des schistes de Burgess au Canada. Il est situé à environ 1 000 km au nord-est du site fossilifère de Chengjiang, un autre lagerstätte du même âge,.

## Site
Le site de Qingjiang est localisé près de la ville de Jinyangkou, dans le Hubei, sur l'une des rives du Danshui, proche du confluent de cette rivière avec celle de Qingjiang. Les dépôts appartiennent au Membre II de la formation géologique de Shuijingtuo qui en compte trois, datés de l'Étage 3 du Cambrien. Les fossiles ont été retrouvés dans deux couches d'argiles calcaires d'environ 2 m d’épaisseur chacune et séparées de 4 m, le reste du membre, d'une puissance de 20 à 50 m, étant constitué d'une succession de siltstones noirs stratifiés.

## Biote de Qingjiang

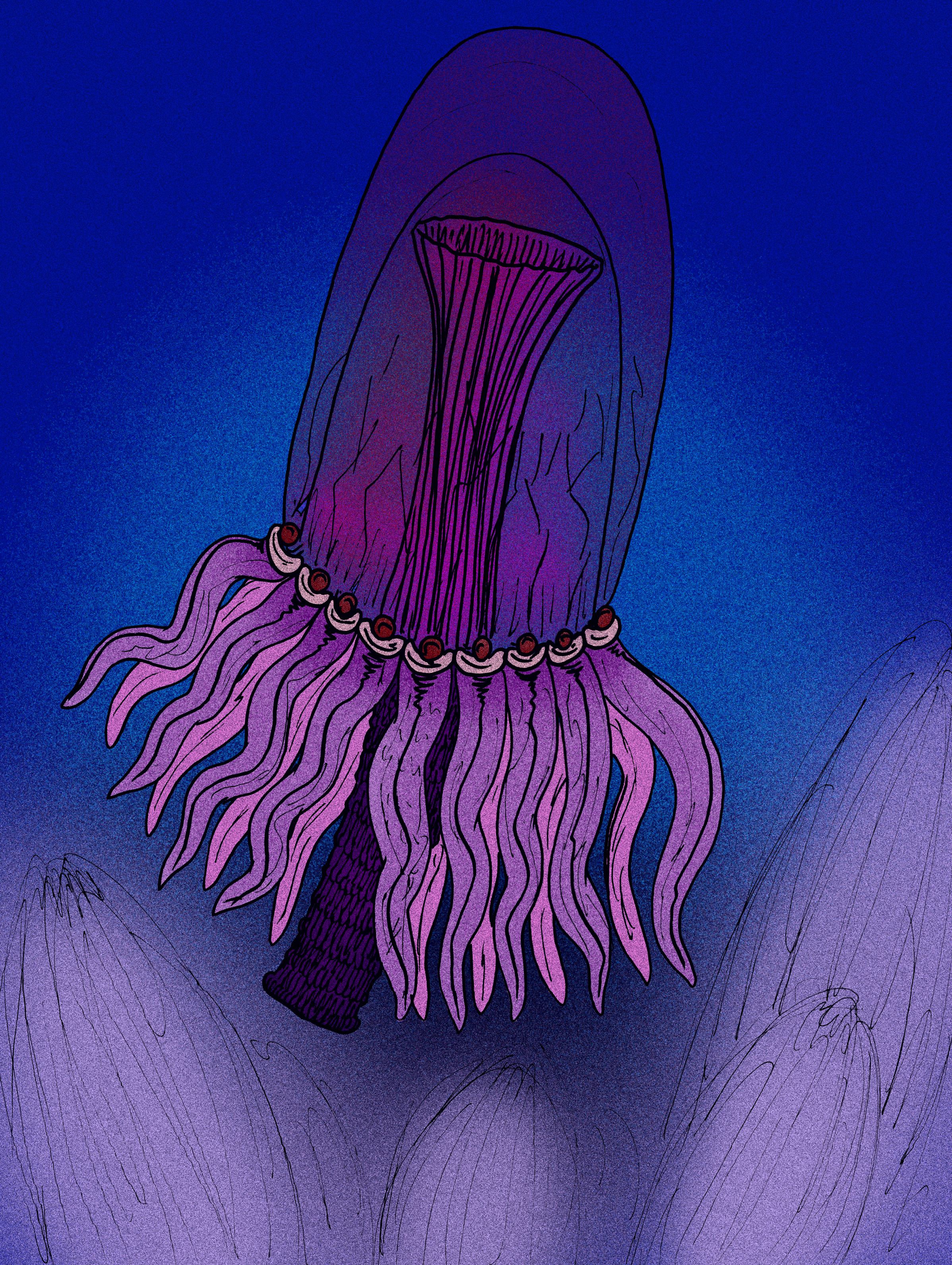
Restauration d'une méduse de Qingjiang non nommée

Le biote de Qingjiang constitue un écosystème marin complexe. En 2019, les spécimens répertoriés appartiennent à 101 taxons, dont 53% uniquement connus sur ce site. Les arthropodes et éponges sont les groupes les plus diversement représentés. Des fossiles d’animaux au corps mou, très rarement conservés dans les sites du Cambrien, tels que des méduses, cténophores et kinorhynches ont été collectés, ainsi que des spécimens d'algues,. Les biotes de Qingjiang et de Chengjiang, ce dernier enregistré dans les Schistes de Maotianshan, sont du même âge et distants de 1 000 km l'un de l'autre mais ne partagent qu'environ 8% des espèces. Cette différence pourrait s'expliquer par le fait que les organismes retrouvés à Qingjiang auraient vécu à une profondeur légèrement plus importante. Les couches géologiques de Qingjiang ayant livré les fossiles correspondent à des fonds marins qui étaient situés de 200 m à 300 m de profondeur, dans une zone pauvre en oxygène.